# Bent Nebelong
Bent Nebelong (19. oktober 1917 i København – 6. januar 1997) var en dansk højesteretssagfører og politiker.
Nebelong var søn af kontorchef Svend Aage Nebelong (død 1950) og hustru Ida f. Holm, blev student fra Roskilde Katedralskole 1936 og cand.jur. 1943. Han blev sagførerfuldmægtig 1943, sagfører 1946, landsretssagfører 1947 og højesteretssagfører 1956, afbrudt af et studieophold i London 1947-48. Hans afhandling Om Forløfte (udg. 1948) indbragte ham Københavns Universitets guldmedalje 1946.
Han sad i Københavns Borgerrepræsentation 1970-1978 og 1986-1989, valgt for Det Konservative Folkeparti, og var formand for denne i hele sin anden valgperiode. I mellemperioden var Nebelong kulturborgmester i Magistraten (borgmester for 1. afdeling) 1978-1985. Som borgmester var han bl.a. født formand for Københavns Kulturfond, Thorvaldsens Museum og Københavns Bymuseum samt medlem af Københavns Idrætsparks bestyrelse og Museumsrådet.
Nebelong var medlem af bestyrelsen for Borups Højskole 1954 og formand fra 1972, medlem af udvalget til revision af Søloven 1957, af Havnelovskommissionen 1958, af udvalget vedr. reglerne om international godstransport ad landevej 1961 og af Trafikkommissionen 1967 samt censor i handelsret ved Handelshøjskolen i København fra 1970. Han var Ridder af 1. grad af Dannebrog.
Han blev gift 20. februar 1943 med Signe Sørensen, datter af branddirektør, borgmester J.C. Sørensen og hustru Louise Dorthea f. Clorius.